# Böschungsfläche

Figur 1: Böschungsfläche (blau) am Rand einer ansteigenden Straße (rot)

Figur 2: Böschungsfläche als Einhüllende von Schüttkegeln entlang einer Schraublinie

Figur 3: Höhenlinien einer Böschungsfläche

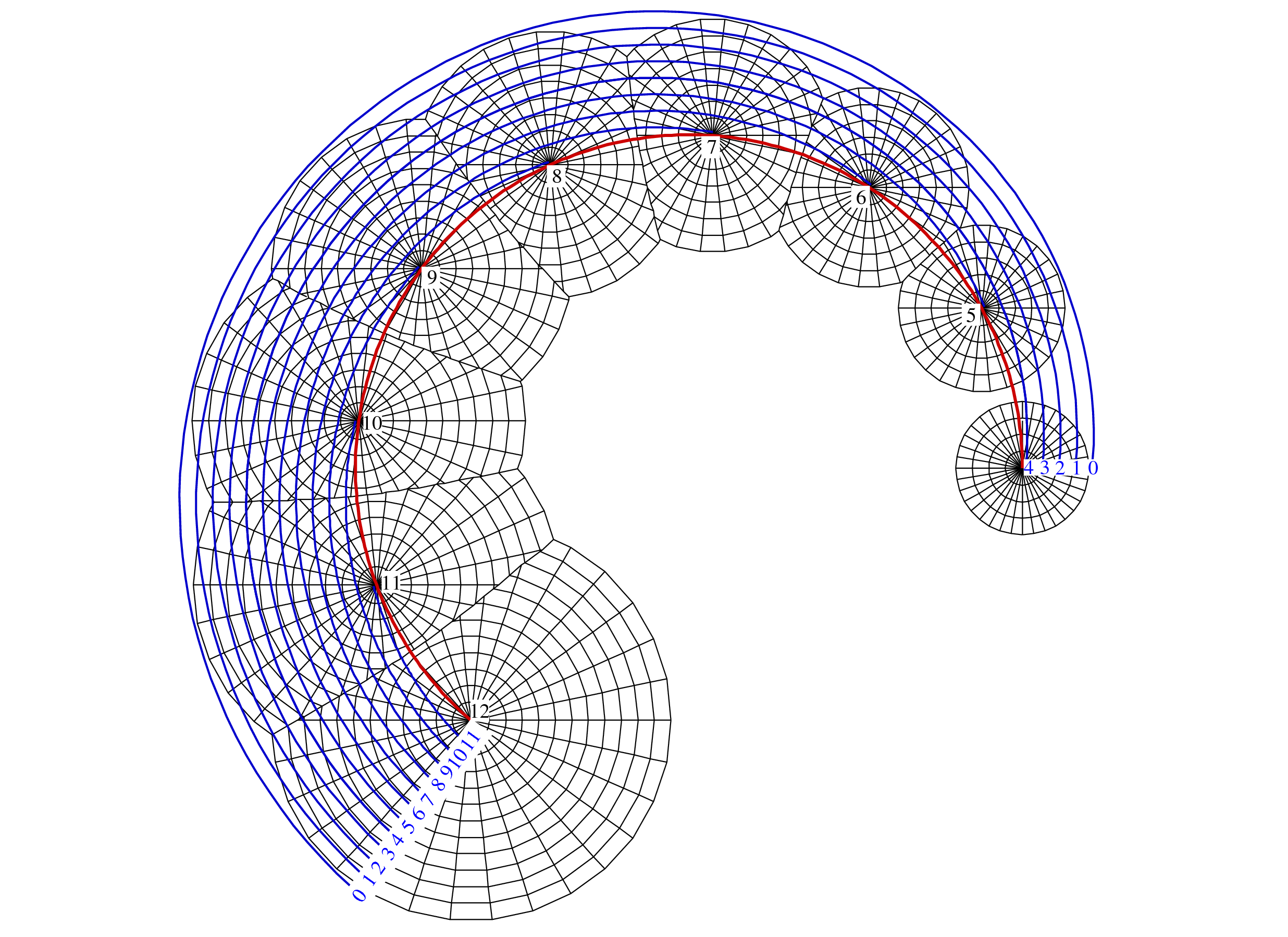
Figur 4: Eintafelprojektion einer Böschungsfläche

Eine Böschungsfläche ist die Oberfläche einer Böschung. Sie ist primär durch ihre Neigung gekennzeichnet, die abhängig ist vom Material des Böschungsuntergrundes. Böschungsflächen entstehen z. B. beim Aufschütten von Dämmen oder durch natürliche Erosion an Geländerändern.
Schüttet man Erde entlang eines Straßenrandes, der sich über einer Grundebene erhebt, so nimmt deren Oberfläche die Form einer Böschungsfläche an (siehe Figur 1). Der Straßenkörper und der angeschüttete Boden (häufig an beiden Straßenrändern) bilden zusammen einen Böschungskörper.
Mathematisch kann man sich eine Böschungsfläche als eine von zwei Einhüllenden einer Schar von Kegeln (den Schüttkegeln) vorstellen, deren Spitzen sich auf einer vorgegebenen Kurve (z. B. ein Straßenrand, siehe Figur 1) befinden. Die Böschungsfläche berührt jeden Kegel in einer Geraden. Solche Geraden heißen Falllinien. In der Draufsicht kann die Böschungsfläche mittels Höhenlinien gekennzeichnet werden. Jede Höhenlinie ist ebenfalls eine Einhüllende, nämlich die der auf allen Kegeln gleich hoch liegenden (Höhen-)Kreise (siehe Figuren 2 bis 4).
Wird kein Material aufgeschüttet, sondern abgetragen (Erstellen von Einschnitten, Gräben oder Gruben oder durch Erosion), ist die Böschungsfläche als Einhüllende der Abtragungskegel vorstellbar. Auch in diesem Fall ergeben sich Höhenlinien als Einhüllende von Höhenkreisen (der Abtragungskegel).
In der Darstellenden Geometrie werden Böschungsflächen zusammen mit Dachausmittlungen durch Eintafelprojektion ermittelt. Z. B. werden die Höhenkreise aus der Kurve der Kegelspitzen (z. B. Straßenrand, siehe Figur 1) und dem materialabhängigen Winkel der Schüttkegel bestimmt.